# Euryopis chatchikovi
Euryopis chatchikovi là một loài nhện trong họ Theridiidae.
Loài này thuộc chi Euryopis. Euryopis chatchikovi được A. V. Ponomarev miêu tả năm 2005.